# Pseudopeplia rubigo
Pseudopeplia rubigo är en fjärilsart som beskrevs av Bates 1868. Pseudopeplia rubigo ingår i släktet Pseudopeplia och familjen Riodinidae. Inga underarter finns listade.